# 北沃洛地區
北沃洛地區（Semien Wollo Zone）是埃塞俄比亞阿姆哈拉州的10個地區之一，面積16,400.98平方公里，南面是南沃洛地區，西面與南貢德爾地區接壤，北臨瓦格哈姆拉地區，東北面和東面是阿法爾州。根據埃塞俄比亞中央統計局2005年人口普查的資料，北沃洛人口約1,731,849，其中男性864,907人，女性866,942人，8.9%居民住在市區，人口密度為每平方公里105.59人。